# Erfüllungsverbot
Ein Erfüllungsverbot ist eine Embargoform, die über den Warenverkehr hinaus auch die Erfüllung bereits geschlossener Verträge oder die Ableistung von aus Verträgen resultierenden Pflichten untersagt.
Im Frühjahr 2013 sind für den deutschen Außenhandel Erfüllungsverbote bezüglich Haiti, Irak und Ex-Jugoslawien (Personen des Umfelds des mittlerweile verstorbenen ehemaligen Präsidenten Serbiens, Slobodan Milošević) in Kraft.